# Большепанюшевська сільська рада
Большепаню́шевська сільська рада (рос. Большепанюшевский сельский совет) — сільське поселення у складі Алейського району Алтайського краю Росії.
Адміністративний центр — село Большепанюшево.

## Історія
Селище Желєзнодорожна Казарма 335 км було ліквідовано 2010 року.

## Населення
Населення — 536 осіб (2019; 695 в 2010, 797 у 2002).

## Склад
До складу сільської ради входять:
| Населений пункт                       | Населення, осіб (2002) | Населення, осіб (2010) |
| ------------------------------------- | ---------------------- | ---------------------- |
| Большепанюшево, село                  | 543                    | 538                    |
| Желєзнодорожна Казарма 335 км, селище | 0                      | 0                      |
| Желєзнодорожна Казарма 347 км, селище | 13                     | 10                     |
| Новоколпаково, село                   | 183                    | 119                    |
| Успеновка, селище                     | 58                     | 28                     |